# Earl Sinks
Henry Earl Sinks (Whitharral, 1 de janeiro de 1940 – Goodlettsville, 13 de maio de 2017), conhecido profissionalmente como Earl Sinks, foi um cantor e compositor americano, conhecido por muitos pseudônimos. Ele liderou uma prolífica carreira musical e de atuação desde a década de 1950 até a década de 1990 antes de se aposentar. Ele era mais conhecido por sua longa carreira musical, incluindo seu breve mandato como cantor principal da The Crickets (de 1958 a 1960), e por seus papéis de atuação em inúmeros filmes de baixo orçamento e programas de TV nos anos 60.